# Тейлор (округ, Висконсин)
Округ Тейлор (англ. Taylor County) располагается в штате Висконсин, США. Официально образован в 1875 году. По состоянию на 2010 год, численность населения составляла 20 689 человека.

## География
По данным Бюро переписи США, общая площадь округа равняется 2548,563 км2, из которых 2525,253 км2 суша и 25,900 км2 или 1,000 % это водоёмы.

## Население
По данным переписи населения 2000 года в округе проживает 19 680 жителей в составе 7 529 домашних хозяйств и 5 345 семей. Плотность населения составляет 8,00 человек на км2. На территории округа насчитывается 8 595 жилых строений, при плотности застройки около 3,00-ти строений на км2. Расовый состав населения: белые — 98,71 %, афроамериканцы — 0,09 %, коренные американцы (индейцы) — 0,19 %, азиаты — 0,23 %, гавайцы — 0,00 %, представители других рас — 0,19 %, представители двух или более рас — 0,59 %. Испаноязычные составляли 0,65 % населения независимо от расы.
В составе 33,80 % из общего числа домашних хозяйств проживают дети в возрасте до 18 лет, 59,30 % домашних хозяйств представляют собой супружеские пары проживающие вместе, 7,10 % домашних хозяйств представляют собой одиноких женщин без супруга, 29,00 % домашних хозяйств не имеют отношения к семьям, 24,70 % домашних хозяйств состоят из одного человека, 11,20 % домашних хозяйств состоят из престарелых (65 лет и старше), проживающих в одиночестве. Средний размер домашнего хозяйства составляет 2,58 человека, и средний размер семьи 3,10 человека.
Возрастной состав округа: 27,10 % моложе 18 лет, 7,60 % от 18 до 24, 28,30 % от 25 до 44, 21,80 % от 45 до 64 и 21,80 % от 65 и старше. Средний возраст жителя округа 37 лет. На каждые 100 женщин приходится 102,60 мужчин. На каждые 100 женщин старше 18 лет приходится 100,40 мужчин.
Средний доход на домохозяйство в округе составлял 0 USD, на семью — 0 USD. Среднестатистический заработок мужчины был 0 USD против 0 USD для женщины. Доход на душу населения составлял 0 USD. Около 0,00 % семей и 0,00 % общего населения находились ниже черты бедности, в том числе — 0,00 % молодежи (тех, кому ещё не исполнилось 18 лет) и 0,00 % тех, кому было уже больше 65 лет.